# Weidorje
Weidorje est un groupe de rock et zeuhl français, originaire de Paris. Il est formé en 1976 par Bernard Paganotti (basse) et Patrick Gauthier (claviers), et se sépare en 1979.

## Biographie
C'est au début de l'année 1976, à Paris, que Bernard Paganotti et Patrick Gauthier, tous deux musiciens au sein du groupe Magma, ont le désir de monter un groupe parallèle dans lequel ils pourront jouer leurs propres compositions. Paganotti recrute Jean Pol Asseline au second clavier qui sera remplacé en 1977 par Jean-Philippe Goude. Patrick Gauthier, premier clavier, adjoint à la formation Kirt Rust aux percussions et Michel Ettori à la guitare. Arriveront ensuite les frères Guillard aux cuivres.
Klaus Blasquiz, le chanteur de Magma, qui devait au départ se joindre à eux, suggère de donner à cette nouvelle formation, le nom de Weidorje (qui signifie « roue céleste » en kobaïen). Une maquette de l'album a été enregistrée au studio Ramses, tous les musiciens jouant simultanément, à la demande du groupe, comme en live, à la manière d'un groupe de jazz. Ce nom est le titre d'un morceau que Paganotti réalise pour Magma sur l'album Üdü Ẁüdü (1976). Klaus Blasquiz réalisera le dessin de la pochette de leur album, qui deviendra le logo du groupe. La pochette au fond noir étoilé représente une soucoupe volante, le logo du groupe semblant s'élever dans le ciel. L'album, composé de trois titres, sera enregistré en une semaine, en février 1978  au château d'Hérouville par Laurent Thibault. Une réédition CD sortira en 1992, agrémentée de deux titres live en bonus. Au dos de la pochette du disque figurent ces renseignements : « Weidorje c'est l'attente d'une grande soucoupe volante qui viendra un matin, nous prendre avec ses nouvelles valeurs sains et saufs. Weidorje signifierait roue céleste... ».
La formation répète intensément durant deux ans. Parallèlement, une partie du groupe accompagne Michel Delpech, avant de donner son premier concert parisien en juillet 1978 à l'Olympia dans la 1ére édition du "Rock d'Ici" produit par Marc Barriére où ils rejoueront en mars 1979. Ils s'étaient déjà produits au festival des feux de la Saint-Jean le mois précédent à Sierck-les-Bains (Moselle), notamment aux côtés de Steve Hillage.
En septembre 1979, Paganotti annonce aux autres membres du groupe son intention d'arrêter Weidorje, afin de se concentrer sur sa carrière solo, qui mènera à la création de Paga Group. Après un seul album, le groupe est dissout.

## Membres
- Bernard Paganotti - basse, chant, compositions
- Patrick Gauthier - piano, claviers, compositions
- Yvon Guillard - trompette, chœurs
- Alain Guillard - saxophone
- Kirt Rust - batterie
- Michel Ettori - guitare
- Jean-Philippe Goude - claviers, composition
- François Ovide - guitare (1979)
- Pierre Chérèze - guitare (1979)

## Discographie
- 1978 : Weidorje
  - Côté A
    - Elohims Voyage (16:33)

  - Côté B
    - Vilna (12:20)
    - Booldemug (7:10)

  - Bonus sur CD
    - Rondeau (8:49)
    - Kolinda (12:28)

- 2023 : Live At Toulon 1978[5]
  1. Elohims Voyage (15:29)
  2. Booldemug (8:48)
  3. Rondeau (6:41)
  4. Vilna (12:23)
  5. Kolinda (11:07)
  6. Urantia (14:17)
  7. Weidorje (1:17)

- ? : Weidorje 2 (non-officiel)
  - (prototype de Mitchinoku ?) (5:31)
  - (prototype de Une parcelle d'Urantia ?) (12:21)
  - (prototype de Urantia ?) (8:55)
  -  ? (3:04)